# Verein für Leibesübungen von 1899 1983-1984
Questa voce raccoglie le informazioni riguardanti il Verein für Leibesübungen von 1899 nelle competizioni ufficiali della stagione 1983-1984.

## Stagione
Nella stagione 1983-1984 l'Osnabrück, allenato da Carl-Heinz Rühl, Gerd-Volker Schock e Erhard Ahmann, concluse il campionato di 2. Bundesliga al 19º posto. In Coppa di Germania l'Osnabrück fu eliminato al secondo turno dall'Eintracht Braunschweig.

## Rosa
| N. |                     | Ruolo | Calciatore            |
| -- | ------------------- | ----- | --------------------- |
|    | Germania (bandiera) | P     | Uwe Seiler            |
|    | Germania (bandiera) | D     | Willi Brocks          |
|    | Germania (bandiera) | D     | Lothar Gans           |
|    | Germania (bandiera) | D     | Dirk Gellrich         |
|    | Germania (bandiera) | D     | Andreas Helmer        |
|    | Germania (bandiera) | D     | Ulf Metschies         |
|    | Germania (bandiera) | D     | Gerd-Volker Schock    |
|    | Germania (bandiera) | D     | Karl-Friedrich Wessel |
|    | Germania (bandiera) | C     | Herbert Bittner       |
|    | Germania (bandiera) | C     | Frank Bohne           |

| N. |                     | Ruolo | Calciatore            |
| -- | ------------------- | ----- | --------------------- |
|    | Germania (bandiera) | C     | Ralf Heskamp          |
|    | Germania (bandiera) | C     | Rainer Knopp          |
|    | Germania (bandiera) | C     | Ralf Lehmann          |
|    | Croazia (bandiera)  | C     | Vitomir Rogoznica     |
|    | Germania (bandiera) | C     | Guido Szesni          |
|    | Germania (bandiera) | C     | Michael Wirtz         |
|    | Germania (bandiera) | A     | Holger Anthes         |
|    | Germania (bandiera) | A     | Heinz-Werner Eggeling |
|    | Germania (bandiera) | A     | Thomas Funke          |
|    | Germania (bandiera) | A     | Paul Jaschke          |

## Organigramma societario
Area tecnica
- Allenatore: Erhard Ahmann
- Allenatore in seconda:
- Preparatore dei portieri:
- Preparatori atletici:

## Calciomercato

### Sessione estiva
| Acquisti | Acquisti        | Acquisti              | Acquisti |
| R.       | Nome            | da                    | Modalità |
| -------- | --------------- | --------------------- | -------- |
| C        | Gunnar Gíslason | KA Akureyri           |          |
| A        | Holger Anthes   | Eintracht Francoforte |          |

| Cessioni | Cessioni          | Cessioni          | Cessioni |
| R.       | Nome              | a                 | Modalità |
| -------- | ----------------- | ----------------- | -------- |
| D        | Uwe Beginski      | Hessen Kassel     |          |
| C        | Antoine Fagot     | FC Beringen       |          |
| C        | Werner Gmeiner    | ASC Schöppingen   |          |
| P        | Rolf Meyer        | Borussia Dortmund |          |
| A        | Detlef Olaidotter | Waldhof Mannheim  |          |

### Sessione invernale
| Acquisti | Acquisti              | Acquisti          | Acquisti |
| R.       | Nome                  | da                | Modalità |
| -------- | --------------------- | ----------------- | -------- |
| A        | Heinz-Werner Eggeling | Borussia Dortmund |          |

| Cessioni | Cessioni        | Cessioni     | Cessioni |
| R.       | Nome            | a            | Modalità |
| -------- | --------------- | ------------ | -------- |
| C        | Gunnar Gíslason | KR Reykjavík |          |

## Risultati

### 2. Bundesliga

#### Girone di andata
| Osnabrück 5 agosto 1983, ore 20:00 CEST 1ª giornata | Osnabrück | 0 – 0 referto | Alemannia Aquisgrana | Stadion an der Bremer Brücke (5 500 spett.)\| Arbitro: \| Gabor \| |
| Arbitro:                                            | Gabor     |               |                      |                                                                    |

| Arbitro: | Werner |

|                                |           |  |
| Lemke 23’ Baier 57’ Linßen 77’ | Marcatori |  |

| Arbitro: | Stark |

|               |           |  |
| Rogoznica 89’ | Marcatori |  |

| Arbitro: | Kespohl |

|  |           |            |
|  | Marcatori | 1’ Jaschke |

| Arbitro: | Puchalski |

|                      |           |                       |
| Wirtz 28’ Wessel 90’ | Marcatori | 8’ Klinsmann 42’ Hohn |

| Arbitro: | Michel |

|                                 |           |  |
| Bals 18’ Langer 45’, 86’ (rig.) | Marcatori |  |

| Arbitro: | Schäfer |

|                     |           |           |
| Bohne 35’ Wirtz 42’ | Marcatori | 83’ Allig |

| Arbitro: | Hellwig |

|                             |           |           |
| Blättel 25’ Hönnscheidt 42’ | Marcatori | 19’ Wirtz |

| Arbitro: | Assenmacher |

|           |           |                          |
| Funke 88’ | Marcatori | 32’, 59’ Hampl 45’ Horch |

| Arbitro: | Wiesel |

|                               |           |             |
| Thon 47’ Kruse 61’ Täuber 80’ | Marcatori | 39’ Lehmann |

| Arbitro: | Meijerink |

|                                |           |           |
| Lehmann 32’ (rig.), 75’ (rig.) | Marcatori | 49’ Steer |

| Arbitro: | Eschweiler |

|                           |           |  |
| Jurgeleit 65’ Schäfer 87’ | Marcatori |  |

| Arbitro: | Bodmer |

|                                |           |  |
| Funke 62’ (aut.) Kuhl 68’, 90’ | Marcatori |  |

| Osnabrück 29 ottobre 1983, ore 15:00 CET 14ª giornata | Osnabrück | 0 – 0 referto | Hertha Berlino | Stadion an der Bremer Brücke (4 500 spett.)\| Arbitro: \| Uhlig \| |
| Arbitro:                                              | Uhlig     |               |                |                                                                    |

| Arbitro: | Retzmann |

|                               |           |                        |
| Hayduk 49’ Koç 52’ Gorski 80’ | Marcatori | 85’ Gíslason 89’ Funke |

| Arbitro: | Horeis |

|                      |           |                                |
| Szesni 13’ Bohne 67’ | Marcatori | 26’, 72’ Wohlfarth 55’ Büssers |

| Arbitro: | Ahlenfelder |

|                             |           |  |
| Stächelin 30’ Stickroth 89’ | Marcatori |  |

| Arbitro: | Zimmermann |

|                                |           |                 |
| Bittner 5’, 27’, 31’ Funke 90’ | Marcatori | 2’, 63’ Schüler |

| Arbitro: | Kautschor |

|                                                 |           |                           |
| Džoni 7’ (rig.) Kügler 25’ Drews 60’ Elgert 68’ | Marcatori | 35’, 89’ Funke 88’ Szesni |

#### Girone di ritorno
| Arbitro: | Broska |

|          |           |  |
| Olck 56’ | Marcatori |  |

| Arbitro: | Schäfer |

|  |           |                                |
|  | Marcatori | 30’, 47’ Lemke 32’, 85’ Helmes |

| Arbitro: | Wahmann |

|                                 |           |                                       |
| Kober 18’ (rig.), 52’ Szech 67’ | Marcatori | 11’ (rig.) Eggeling 48’ (rig.) Schock |

| Arbitro: | Wippker |

|           |           |                      |
| Funke 30’ | Marcatori | 12’, 71’ Vittinghoff |

| Arbitro: | Bruch |

|               |           |                    |
| Klinsmann 24’ | Marcatori | 23’ (rig.) Lehmann |

| Arbitro: | Boos |

|                   |           |  |
| Lehmann 6’ (rig.) | Marcatori |  |

| Arbitro: | Huster |

|          |           |             |
| Pache 2’ | Marcatori | 28’ Lehmann |

| Arbitro: | Ermer |

|                                             |           |  |
| Lehmann 48’ (rig.) Szesni 54’, 79’ Gans 69’ | Marcatori |  |

| Arbitro: | Kespohl |

|           |           |  |
| Traser 6’ | Marcatori |  |

| Arbitro: | Correll |

|             |           |  |
| Jaschke 77’ | Marcatori |  |

| Arbitro: | Meijerink |

|           |           |  |
| Hauck 77’ | Marcatori |  |

| Arbitro: | Tritschler |

|                                   |           |                      |
| Lehmann 36’ (rig.) Funke 48’, 71’ | Marcatori | 80’ (rig.) Jurgeleit |

| Osnabrück 19 aprile 1984, ore 20:15 CEST 32ª giornata | Osnabrück | 0 – 0 referto | Darmstadt | Stadion an der Bremer Brücke (7 000 spett.)\| Arbitro: \| Retzmann \| |
| Arbitro:                                              | Retzmann  |               |           |                                                                       |

| Arbitro: | Boos |

|                     |           |                    |
| Glöde 13’, 79’, 88’ | Marcatori | 32’ (rig.) Lehmann |

| Arbitro: | Ahlenfelder |

|                         |           |                   |
| Bittner 31’ Lehmann 58’ | Marcatori | 38’ (rig.) Lorant |

| Arbitro: | Bodmer |

|                    |           |  |
| Wohlfarth 68’, 90’ | Marcatori |  |

| Osnabrück 12 maggio 1984, ore 15:00 CEST 36ª giornata | Osnabrück | 0 – 0 referto | Friburgo | Stadion an der Bremer Brücke (5 500 spett.)\| Arbitro: \| Pauly \| |
| Arbitro:                                              | Pauly     |               |          |                                                                    |

| Arbitro: | Eschweiler |

|                                                |           |              |
| Günther 31’ (rig.), 49’, 60’ (rig.) Dittus 41’ | Marcatori | 84’ Eggeling |

| Arbitro: | Hellwig |

|                                                  |           |                                          |
| Funke 24’, 32’ Eggeling 73’, 77’ Schock 79’, 89’ | Marcatori | 10’ Tinnefeld 16’, 30’ Kramer 66’ Kügler |

### Coppa di Germania
| Arbitro: | Zimmermann |

|                                        |           |           |
| Jaschke 12’ Wirtz 74’ Trunk 89’ (aut.) | Marcatori | 47’ Trunk |

| Arbitro: | Hellwig |

|                         |           |           |
| Keute 58’ Studzizba 89’ | Marcatori | 82’ Funke |

## Statistiche

### Statistiche di squadra
| Competizione      | Punti | In casa | In casa | In casa | In casa | In casa | In casa | In trasferta | In trasferta | In trasferta | In trasferta | In trasferta | In trasferta | Totale | Totale | Totale | Totale | Totale | Totale | DR  |
| Competizione      | Punti | G       | V       | N       | P       | Gf      | Gs      | G            | V            | N            | P            | Gf           | Gs           | G      | V      | N      | P      | Gf     | Gs     | DR  |
| ----------------- | ----- | ------- | ------- | ------- | ------- | ------- | ------- | ------------ | ------------ | ------------ | ------------ | ------------ | ------------ | ------ | ------ | ------ | ------ | ------ | ------ | --- |
| 2. Bundesliga     | 29    | 19      | 10      | 5       | 4       | 32      | 24      | 19           | 1            | 2            | 16           | 14           | 42           | 38     | 11     | 7      | 20     | 46     | 66     | -20 |
| Coppa di Germania | -     | 1       | 1       | 0       | 0       | 3       | 1       | 1            | 0            | 0            | 1            | 1            | 2            | 2      | 1      | 0      | 1      | 4      | 3      | +1  |
| Totale            | 29    | 20      | 11      | 5       | 4       | 35      | 25      | 20           | 1            | 2            | 17           | 15           | 44           | 40     | 12     | 7      | 21     | 50     | 69     | -19 |

### Andamento in campionato
| Giornata  | 1  | 2  | 3  | 4 | 5 | 6  | 7 | 8  | 9  | 10 | 11 | 12 | 13 | 14 | 15 | 16 | 17 | 18 | 19 | 20 | 21 | 22 | 23 | 24 | 25 | 26 | 27 | 28 | 29 | 30 | 31 | 32 | 33 | 34 | 35 | 36 | 37 | 38 |
| --------- | -- | -- | -- | - | - | -- | - | -- | -- | -- | -- | -- | -- | -- | -- | -- | -- | -- | -- | -- | -- | -- | -- | -- | -- | -- | -- | -- | -- | -- | -- | -- | -- | -- | -- | -- | -- | -- |
| Luogo     | C  | T  | C  | T | C | T  | C | T  | C  | T  | C  | T  | T  | C  | T  | C  | T  | C  | T  | T  | C  | T  | C  | T  | C  | T  | C  | T  | C  | T  | C  | C  | T  | C  | T  | C  | T  | C  |
| Risultato | N  | P  | V  | V | N | P  | V | P  | P  | P  | V  | P  | P  | N  | P  | P  | P  | V  | P  | P  | P  | P  | P  | N  | V  | N  | V  | P  | V  | P  | V  | N  | P  | V  | P  | N  | P  | V  |
| Posizione | 11 | 17 | 13 | 8 | 9 | 14 | 9 | 11 | 13 | 13 | 10 | 11 | 15 | 15 | 17 | 17 | 20 | 17 | 17 | 19 | 20 | 19 | 19 | 19 | 18 | 18 | 18 | 18 | 18 | 18 | 17 | 18 | 18 | 17 | 19 | 18 | 19 | 19 |

Legenda:

Luogo: C = Casa; T = Trasferta. Risultato: V = Vittoria; N = Pareggio; P = Sconfitta.

### Statistiche dei giocatori
| Giocatore    | 2. Bundesliga | 2. Bundesliga | 2. Bundesliga | 2. Bundesliga | Coppa di Germania | Coppa di Germania | Coppa di Germania | Coppa di Germania | Totale   | Totale | Totale      | Totale     |
| Giocatore    | Presenze      | Reti          | Ammonizioni   | Espulsioni    | Presenze          | Reti              | Ammonizioni       | Espulsioni        | Presenze | Reti   | Ammonizioni | Espulsioni |
| ------------ | ------------- | ------------- | ------------- | ------------- | ----------------- | ----------------- | ----------------- | ----------------- | -------- | ------ | ----------- | ---------- |
| H. Anthes    | 4             | 0             | 0             | 0             | 1                 | 0                 | 0                 | 0                 | 5        | 0      | 0           | 0          |
| H. Bittner   | 37            | 4             | 6             | 0             | 2                 | 0                 | 1                 | 0                 | 39       | 4      | 7           | 0          |
| F. Bohne     | 12            | 2             | 0             | 0             | 0                 | 0                 | 0                 | 0                 | 12       | 2      | 0           | 0          |
| W. Brocks    | 14            | 0             | 1             | 0             | 0                 | 0                 | 0                 | 0                 | 14       | 0      | 1           | 0          |
| H. Eggeling  | 17            | 4             | 3             | 0             | 0                 | 0                 | 0                 | 0                 | 17       | 4      | 3           | 0          |
| T. Funke     | 35            | 10            | 4             | 0             | 2                 | 1                 | 0                 | 0                 | 37       | 11     | 4           | 0          |
| L. Gans      | 37            | 1             | 4             | 0             | 2                 | 0                 | 0                 | 0                 | 39       | 1      | 4           | 0          |
| D. Gellrich  | 30            | 0             | 1             | 1             | 2                 | 0                 | 0                 | 0                 | 32       | 0      | 1           | 1          |
| G. Gíslason  | 5             | 1             | 1             | 0             | 1                 | 0                 | 0                 | 0                 | 6        | 1      | 1           | 0          |
| A. Helmer    | 11            | 0             | 3             | 0             | 0                 | 0                 | 0                 | 0                 | 11       | 0      | 3           | 0          |
| R. Heskamp   | 2             | 0             | 0             | 0             | 0                 | 0                 | 0                 | 0                 | 2        | 0      | 0           | 0          |
| P. Jaschke   | 28            | 2             | 7             | 0             | 1                 | 1                 | 0                 | 0                 | 29       | 3      | 7           | 0          |
| R. Knopp     | 16            | 0             | 3             | 0             | 1                 | 0                 | 0                 | 0                 | 17       | 0      | 3           | 0          |
| R. Lehmann   | 22            | 10            | 1             | 0             | 1                 | 0                 | 0                 | 0                 | 23       | 10     | 1           | 0          |
| U. Metschies | 35            | 0             | 4             | 0             | 2                 | 0                 | 0                 | 0                 | 37       | 0      | 4           | 0          |
| V. Rogoznica | 31            | 1             | 3             | 0             | 1                 | 0                 | 0                 | 0                 | 32       | 1      | 3           | 0          |
| G. Schock    | 31            | 3             | 2             | 1             | 1                 | 0                 | 0                 | 0                 | 32       | 3      | 2           | 1          |
| U. Seiler    | 38            | 0             | 0             | 0             | 2                 | 0                 | 0                 | 0                 | 40       | 0      | 0           | 0          |
| G. Szesni    | 30            | 4             | 11            | 0             | 2                 | 0                 | 1                 | 0                 | 32       | 4      | 12          | 0          |
| K. Wessel    | 32            | 1             | 2             | 0             | 2                 | 0                 | 0                 | 0                 | 34       | 1      | 2           | 0          |
| M. Wirtz     | 16            | 3             | 1             | 0             | 2                 | 1                 | 0                 | 0                 | 18       | 4      | 1           | 0          |